# Augustin Simon Irailh
Augustin Simon Irailh (geb. 1717 in Puy-en-Velay; gest. 1794 in Saint-Vincent-du-Pendit) war ein französischer römisch-katholischer Theologe, Publizist und Historiker. Er war Pfarrer in Saint Vincent.
Bekannt wurde er durch seine Querelles littéraires, die 1761 erschienen, und er war auch der Autor einer Histoire de la réunion de la Bretagne à la France, die 1764 erschien.

## Querelles littéraires
Die Querelles Littéraires (frz. „Literarische Streitigkeiten“) sind eine Sammlung von Anekdoten, die in einem wachen und lebhaften Stil erzählt wurden, und einige Zeit als das Werk von Raynal und sogar von Voltaire galten.
Das Werk behandelt in der Wiedergabe nach der unter dem Titel Merkwürdigkeiten zur Geschichte der Gelehrten, und besonders der Streitigkeiten derselben, vom Homer an bis auf unsere Zeiten erschienenen deutschen Übersetzung: „1) Besondere Streitigkeiten, oder Streitigkeiten eines Schriftstellers mit dem andern. 2) Allgemeine Streitigkeiten oder Streitigkeiten über wichtige Materien. 3) Streitigkeiten verschiedener Gesellschaften unter einander.“
Die Querelles littéraires enthalten vor allem teils köstliche, oft apokryphe Anekdoten über Streitigkeiten aller Art, die die Welt der Gelehrten bewegten. Zu den großen Themen gehört zum Beispiel eine Verteidigung des Genres Roman. In der dritten Kategorie findet sich die Erwähnung der berühmten Anekdote aus dem Prozess gegen Galileo Galilei, in der er über die Erde erklärt: „Eppur si muove“ („Und sie bewegt sich doch“). Der berühmte Satz wird dort nach der Anthologie The Italian Library (1757) von Giuseppe Baretti wiedergegeben, die 124 Jahre nach Galileos Prozess erschien.

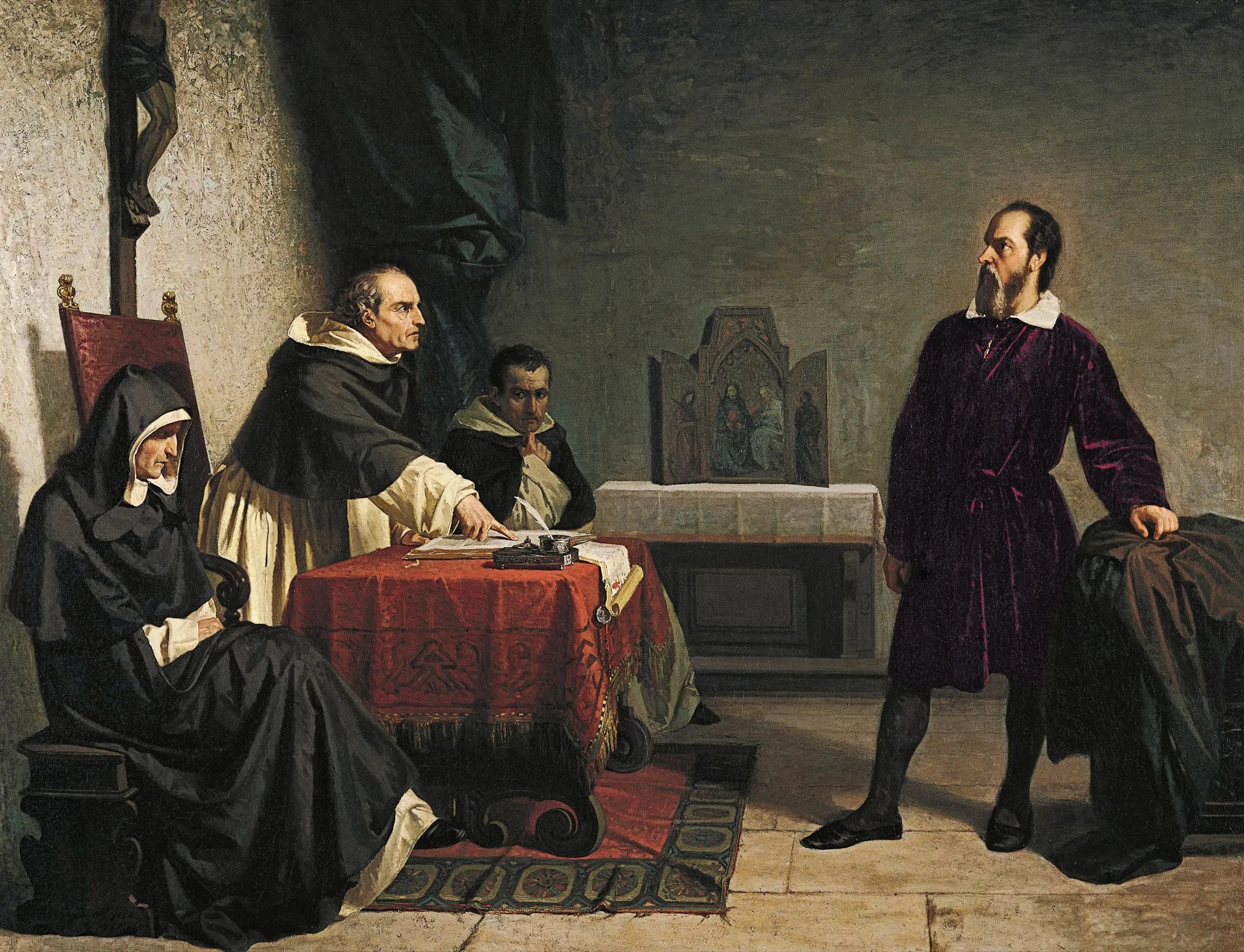
Galileo vor der römischen Inquisition – “Eppur si muove!” (italienisch wörtlich: Und sie bewegt sich doch!) ist ein Satz, den Galileo Galilei einer in den Querelles Littéraires (1761) veröffentlichten Legende zufolge flüsterte, nachdem er gezwungen worden war, den Lehren von Kopernikus vor der Inquisition öffentlich abzuschwören. – Die Legende begann sich durch den Erfolg der Querelles littéraires zu verbreiten.

Gustave Vapereau merkt an, dass es sich um ein interessantes und gut geschriebenes Werk handele, das man Raynal und später Voltaire zuschrieb.
Baron Grimm, der Herausgeber der Correspondance littéraire, philosophique et critique, war weniger enthusiastisch und schrieb:

„Das liest sich recht vergnüglich, wenn man dem etwas abgewinnen kann, was die Gelehrten und den menschlichen Geist auf erniedrigende Weise entwürdigt. Es ist eine Betrachtung der menschlichen Natur von der hässlichen Seite, die leider genauso wahr und vielleicht verbreiteter ist als die schöne.“

Eine deutsche Übersetzung besorgte der Komponist Johann Adam Hiller (1728–1804), der in jungen Jahren „die Möglichkeit fand, sich durch fabrikmäßig betriebenes Uebersetzen aus dem Französischen zu ernähren“.

## Publikationen
- Querelles littéraires, ou Mémoires pour servir à l’histoire des révolutions de la République des Lettres, depuis Homère jusqu’à nos jours, 4 tomes en 2 volumes, Durand, Paris 1761. Réédition : Slatkine Reprints, Genève, 1967. Digitalisate: 1 2 3 4 (Inhaltsverzeichnisse jeweils am Ende der einzelnen Bände). Auszug:   Querelles littéraires/Les Encyclopédistes et les anti-Encyclopédistes.
  - (dt. Übersetzung von Johann Adam Hiller) Merkwürdigkeiten zur Geschichte der Gelehrten, und besonders der Streitigkeiten derselben, vom Homer an bis auf unsere Zeiten; Aus dem Französischen übersetzt. Erster bis vierter Theil cplt. in zwei Bänden. Leipzig: Lankischens Buchhandlung / Lankisch bzw. Junius 1763, 1764 (zu den Bänden der Anecdoten zur Lebensgeschichte berühmter französischer, deutscher, italienischer, holländischer und anderer Gelehrten (Leipzig 1762–64, Lanckisch bzw. Junius), vgl. Wikisource: Johann Adam Hiller)
- Histoire de la Réunion de la Bretagne à la France, où l'on trouve des anecdotes sur la princesse Anne, fille de François II dernier Duc de Bretagne, femme des Rois Charles VIII. & Louis XII , 2 Bände, Durand, Paris 1764. Réédition: Morvran, Huelgoat, 1976.